# Павлачик, Тадеуш
Тадеуш Павлачик (пол. Tadeusz Pawlaczyk; родился в 1953 году, Лешно, ПНР — 14 февраля 2016 года, Познань, Польша) — польский полицейский, надинспектор полиции, воеводский комендант полиции.

## Биография
В 1999—2002 годах исполнял функции воеводского коменданта полиции Великопольского воеводства в Познани. В 2002—2005 годах представитель польской полиции в Берлине. В 2005—2009 годах воеводский комендант полиции Западно-Поморского воеводства в Щецине. В 2007 году ему присвоено звание надинспектора полиции. С 2010 года в отставке.
Председатель и вице-председатель городского совета Лешно. В феврале 2016 года стал президентом Центральной школы планеризма. Также читал лекции в Высшей школе полиции в Щитно.
Был награждён кавалерским крестом ордена Polonia Restituta и золотым Крестом Заслуг.
Умер 14 февраля 2016 года от свиного гриппа. Похоронен 19 февраля в Стрижевицах. Месса прошла в костёле св. Антония.